# Blue Force Tracking
Blue Force Tracking (englisch) ist ein durch die US-Streitkräfte eingeführter Begriff für die durch Satellitennavigation unterstützte Einsatzführung. In der NATO-Militärsymbolik werden eigene und befreundete Kräfte blau dargestellt. Mittels der Systeme können Teileinheiten durch die Kommandoebene taktisch geführt werden.

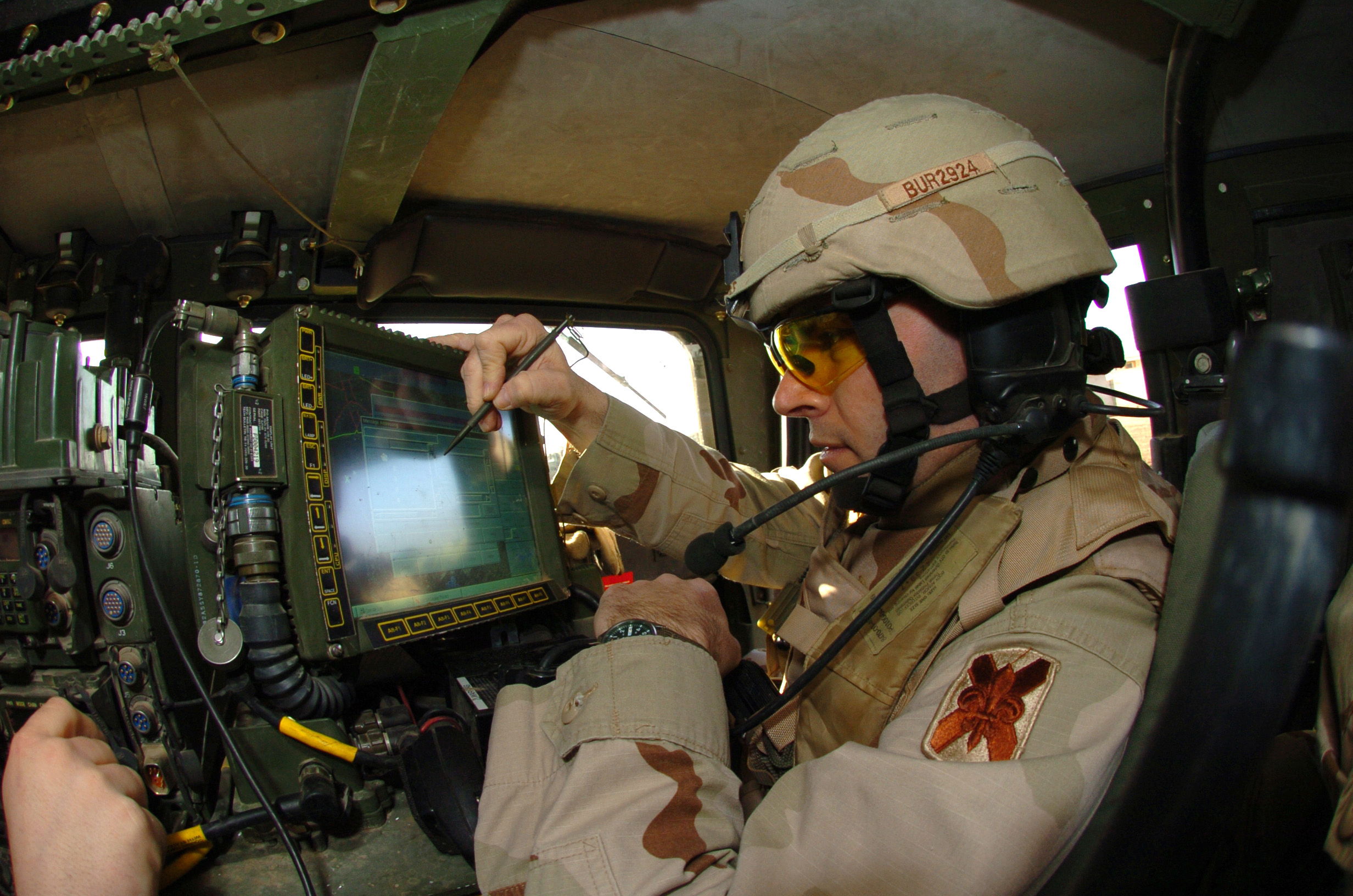
Ein Soldat der US-Army aktiviert seinen Blue Force Tracker, bevor er das Camp Victory im Irak verlässt (2005)

Während die Blue Force Tracking sich im US-Militär auf GPS gestützte Systeme bezieht, wird der Begriff für mobile und kontinuierlich aktualisierte militärische Geo-Informationssysteme (GIS) allgemein verwendet. Einige europäische NATO-Mitglieder verwendeten das integrierte Kommunikations- und Leitsystem E-LynX des israelischen Elbit Systems, das Blue Force Tracking als eines seiner Basisbestandteile bietet.